# Первая лига Китая по футболу 2020
Первая лига Китая по футболу 2020 (кит. 2020中国足球协会甲级联赛) — 17-й сезон Первой лиги Китая, соревнования второго уровня в системе футбольных лиг Китая с момента создания в 2004 году. 

## Изменение регламента
Первоначально датами проведения розыгрыша были определены 29 февраля и 1 ноября 2020 года, однако из-за пандемии  COVID-19 сезон проводился в укороченном формате и проходил 12 сентября — 8 ноября 2020 года. Даты появились после заседания Китайской футбольной ассоциации 26 августа 2020 года. Кроме того, своим решением КФА разделила команды на три группы, которые проводили матчи на собственных площадках. Группа A проводила матчи в Чэнду, на стадионе, принадлежащем «Чэнду Синчэн». Группа B проводила матчи в Мэйчжоу, на площадке «Мэйчжоу Хакка». Группа C играла в Чанчжоу, на домашнем стадионе футбольного клуба «Куньшань».
Количество команд, которые приняли участие в розыгрыше, было увеличено с 16 до 18.
Победителем турнира второй раз в истории стала команда «Чанчунь Ятай», впервые завоевавшая титул в 2003 году.

## Команды

### Изменения в составе команды
| Команды из Суперлиги 2019 - Бэйцзин Жэньхэ Команды из Второй лиги 2019 - Шэньян Урбан - Шэньян Урбан - Тайчжоу Юаньда - Сучжоу Дунъу - Цзянси Ляньшэн - Сычуань Цзюню - Куньшань | Получившие повышение в классе, участники Суперлиги 2020 - Циндао Хайню - Шицзячжуан Эвер Брайт Расформированные - Гуандун Саузерн Тайгерс - Сычуань Лонгфор - Ляонин - Шанхай Шэньсинь |

### Изменение названий
- «Шэньян Урбан» в апреле 2020 года изменил название на «Ляонин Шэньянь Урбан».[6]

- «Чжэцзян Гринтаун» в сентябре 2020 года был переименован в «Чжэцзян Энерджи Гринтаун».[7]

## Бомбардиры

### Лучшие бомбардиры
| Место | Игрок            | Клуб                      | Голы |
| ----- | ---------------- | ------------------------- | ---- |
| 1     | Тань Лун         | Чанчунь Ятай              | 11   |
| 2     | Лонсана Думбия   | Мэйчжоу Хакка             | 8    |
| 2     | Тиаго Леонсо     | Бэйцзин Жэньхэ            | 8    |
| 4     | Шан Инь          | Цзянси Ляньшэн            | 7    |
| 4     | Няша Мушекви     | Чжэцзян Гринтаун          | 7    |
| 6     | Рафаэл Мартинс   | Чжэцзян Гринтаун          | 6    |
| 6     | Янь Сянчуан      | Пекин Баси                | 6    |
| 6     | Дино Ндлову      | Чжэцзян Гринтаун          | 6    |
| 9     | Аугусто Пачеко   | Нэй Мэнгу Чжунъю          | 5    |
| 9     | Младен Ковачевич | Наньтун Чжиюнь            | 5    |
| 9     | Антон Маглица    | Гуйчжоу Хэнфэн            | 5    |
| 9     | Сюй Цзюньминь    | Наньтун Чжиюнь            | 5    |
| 13    | Ян Хао           | Шэньси Чанъань            | 4    |
| 13    | Гуй Хун          | Гуйчжоу Хэнфэн            | 4    |
| 13    | Сюй Цзяцзюнь     | Тайчжоу Юаньда            | 4    |
| 13    | Гао Ди           | Чанчунь Ятай              | 4    |
| 13    | Чисом Эгбучулам  | Мэйчжоу Хакка             | 4    |
| 13    | Дани Кинтана     | Чэнду Синчэн              | 4    |
| 13    | Аарон Оланаре    | Чанчунь Ятай              | 4    |
| 13    | Кингсли Онуегбу  | Синьцзян Тяньшань Леопард | 4    |
| 13    | Эдер             | Цзянси Ляньшэн            | 4    |
| 22    | 15 игроков       | 15 игроков                | 3    |

### Хет-трики
| Игрок    | Клуб         | Соперник                  | Итог    | Дата           | Примечание |
| -------- | ------------ | ------------------------- | ------- | -------------- | ---------- |
| Тань Лун | Чанчунь Ятай | Синьцзян Тяньшань Леопард | 4–1 (H) | 3 октября 2020 |            |
| Тань Лун | Чанчунь Ятай | Наньтун Чжиюнь            | 4–0 (H) | 8 октября 2020 |            |